# Sticker art
Sticker art é uma modalidade de Arte urbana que utiliza de etiquetas adesivas. É uma manifestação da arte pós-moderna popularizada na década de 1990 por grupos urbanos ligados à cultura alternativa.
O trabalho pode ser realizado com o propósito de transmitir uma mensagem ou pelo simples prazer de enfeitar a rua expondo seu gosto ou ponto de vista no alto de um poste, no final de uma placa ou até mesmo no pé de um muro.
Os primeiros stickers chegaram no Brasil como adesivos decorativos utilizados na decoração de residências e lojas. Os adesivos são recortados em vinil autoadesivo e protegidos por máscara transparente que o aplicador retira ao fixá-los no local de destino - que deve ser um espaço liso.

## Galeria

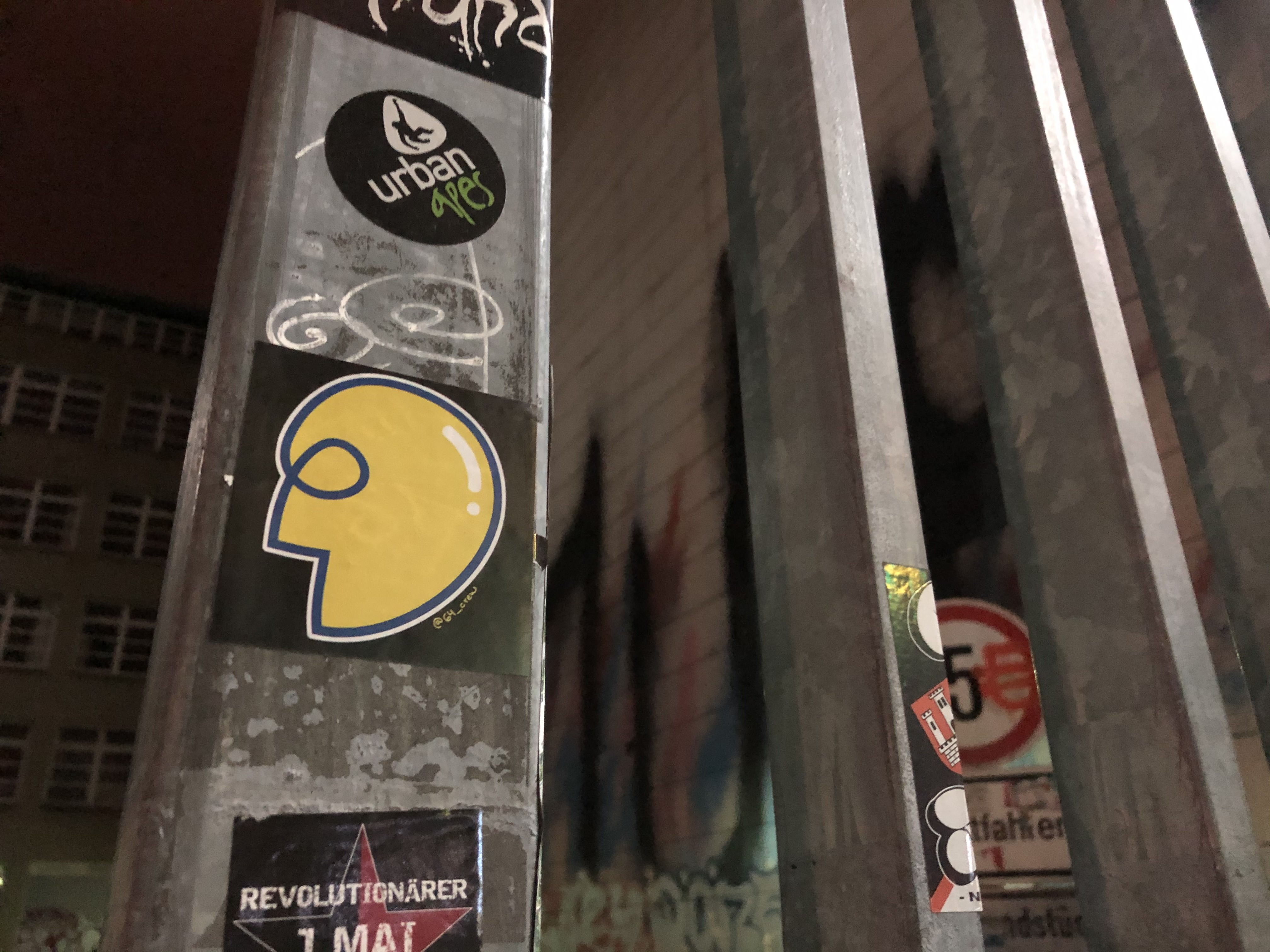
Sticker da 64 Crew em Berlin
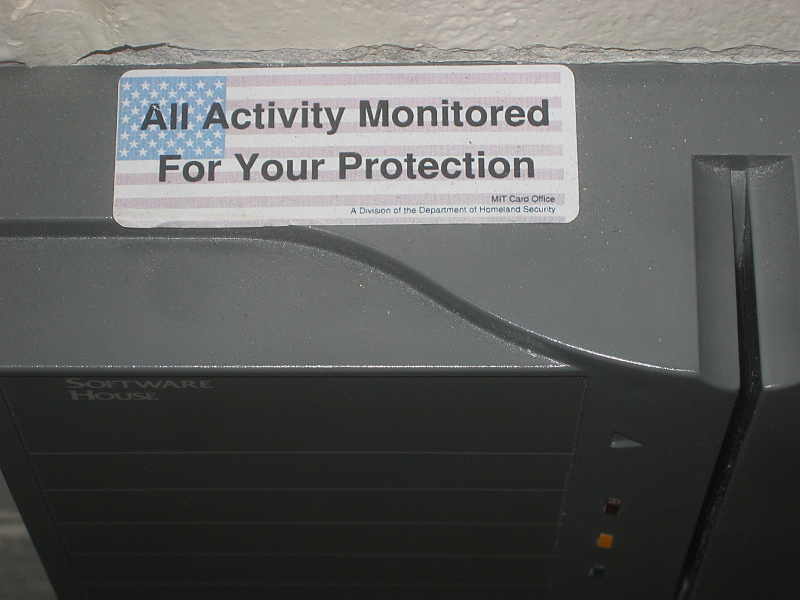
Sticker satírico nos escritórios do MIT.
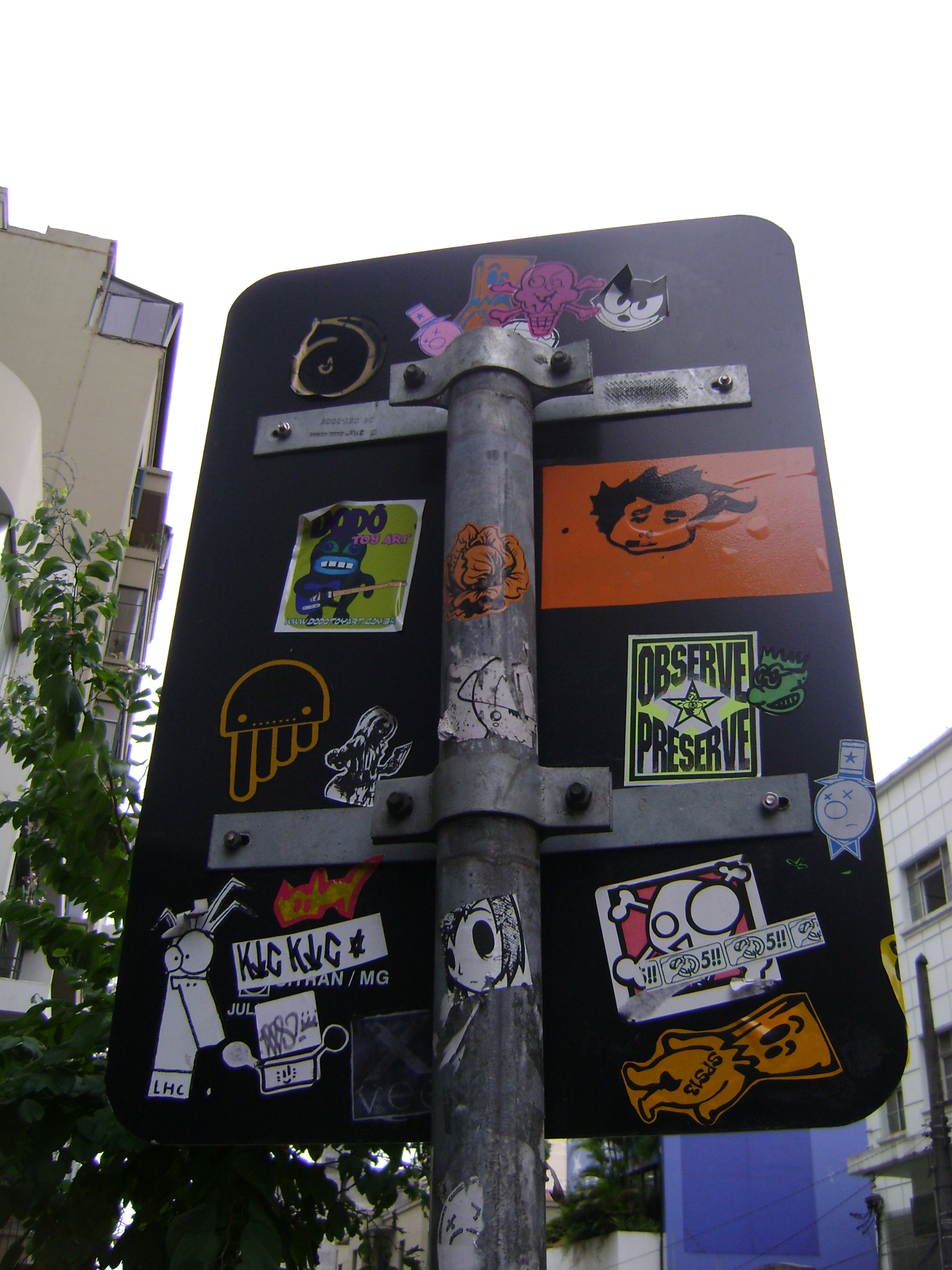
Sticker art em São Paulo, Brasil.
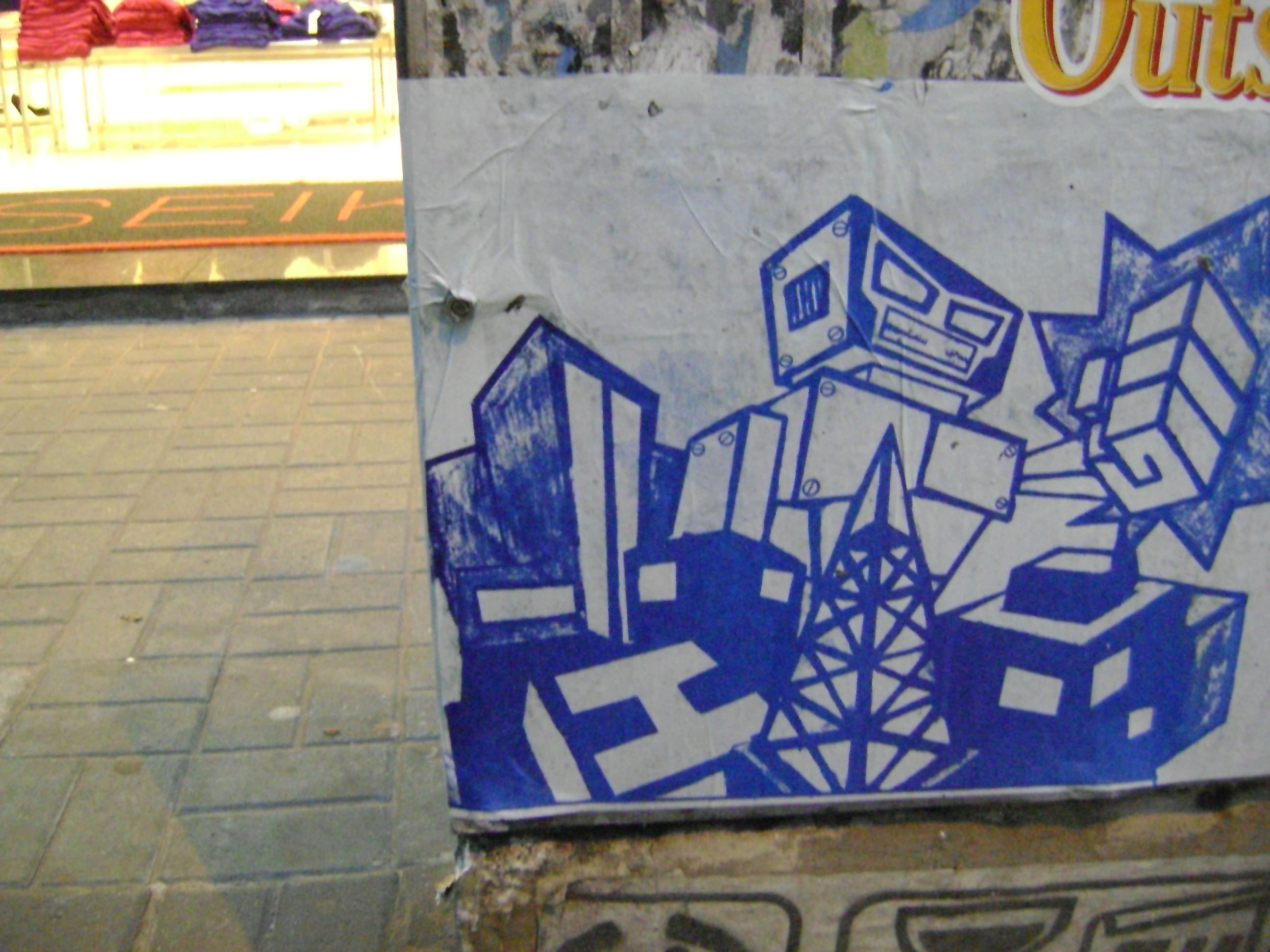
Sticker art em São Paulo, Brasil.
Sticker art na Lapa, Rio de Janeiro, Brasil.Sticker art na Lapa, Rio de Janeiro, Brasil.
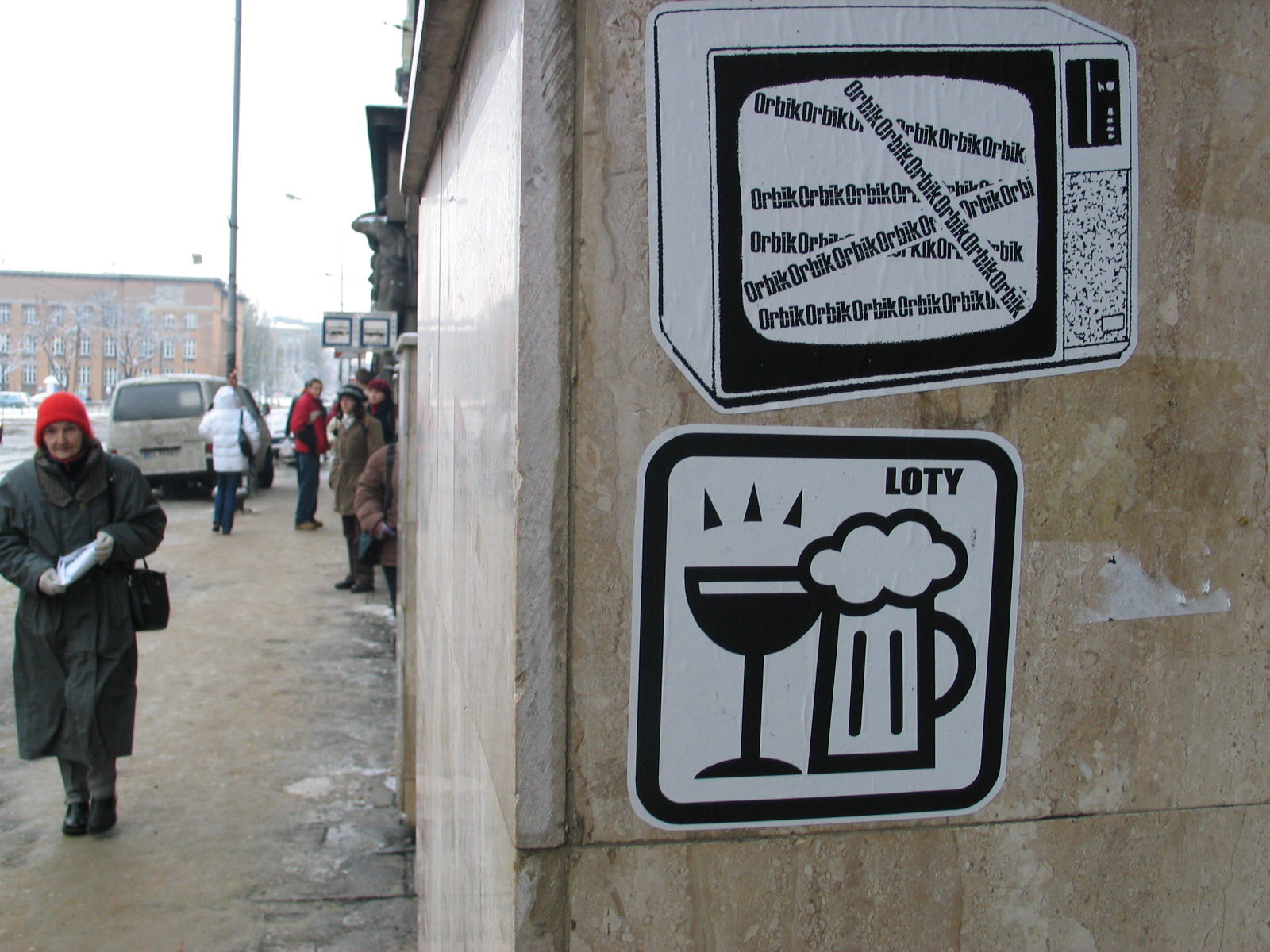
Colar stickers é uma maneira de levar arte às ruas da cidade.